# 라나크성

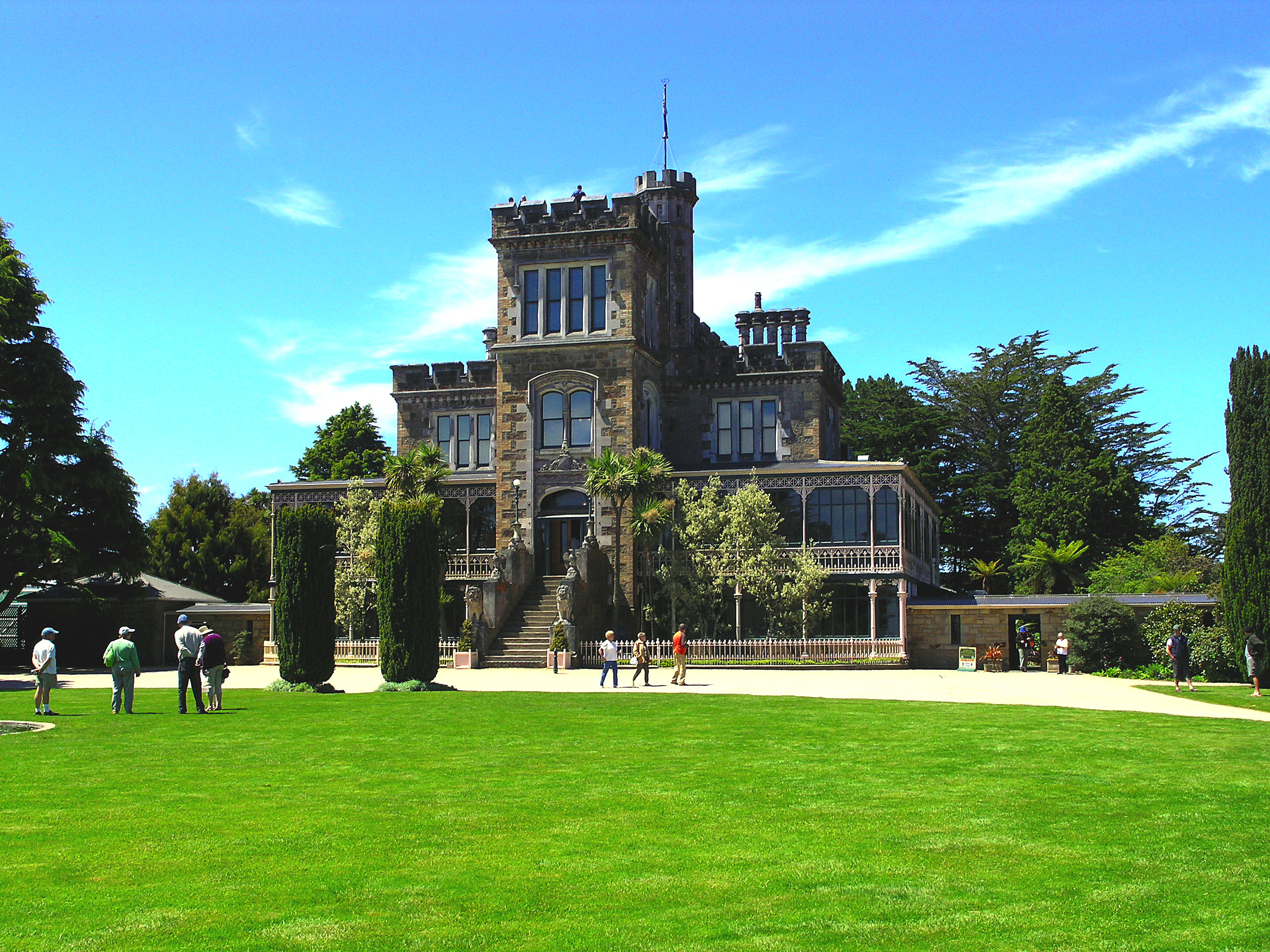
라나크성

라나크성(영어: Larnach Castle)은 뉴질랜드 더니딘 오타고반도 능선에 있는 모의성이다. 뉴질랜드에서 이 정도 규모의 몇 안되는 주택 중 하나다. 성은 저명한 기업가이자 정치가인 윌리엄 라나크에 의해 지어졌다. 1967년부터 이 성은 바커 가문의 개인 소유가 되었으며, "뉴질랜드의 유일한 성"으로 관광명소로 개방되었다.
성과 부지는 매일 일반인에게 공개된다. 라나크성 정원은 뉴질랜드 가든스 트러스트에서 "국제적으로 중요한 정원" 등급을 받은 전국 5개 정원 중 하나다. 이 정원은 남섬에서 처음으로 이 호칭을 받은 정원이었다. 2018년에 라나크성은 헤리티지 뉴질랜드에 의해 뉴질랜드 랜드마크로 지정되었다.